# Te Umanibong
El Te Umanibong también llamado Centro cultural nacional y museo de Kiribati (en inglés: Kiribati National Cultural Centre and Museum) es un museo en la localidad de Bikenibeu en Tarawa en el país de Kiribati de Oceanía. Se exhibe los artefactos y otros objetos de importancia cultural e histórica nacional. 
Se trata de una División de Cultura del Ministerio de Interior y Asuntos Sociales. El Museo posee una hectárea y media de terreno de propiedad pública. El Centro Nacional de la Cultura y el Museo está constituidos por un edificio principal de unos 20 metros por 15 metros y dos otras instalaciones de apoyo.